# Kútniky
Kútniky est un village de Slovaquie situé dans la région de Trnava.

## Histoire
Première mention écrite du village en 1380.

## Démographie

### Évolution de la population
| Année:               | 1994. | 2004.    | 2014.    | 2024.   |
| -------------------- | ----- | -------- | -------- | ------- |
| Nombre de personnes: | 817   | 1040     | 1382     | 1505    |
| Différence:          |       | +27,29 % | +32,88 % | +8,90 % |

| Année:               | 2023. | 2024.   |
| -------------------- | ----- | ------- |
| Nombre de personnes: | 1503  | 1505    |
| Différence:          |       | +0,13 % |